# Jimmie Strimell

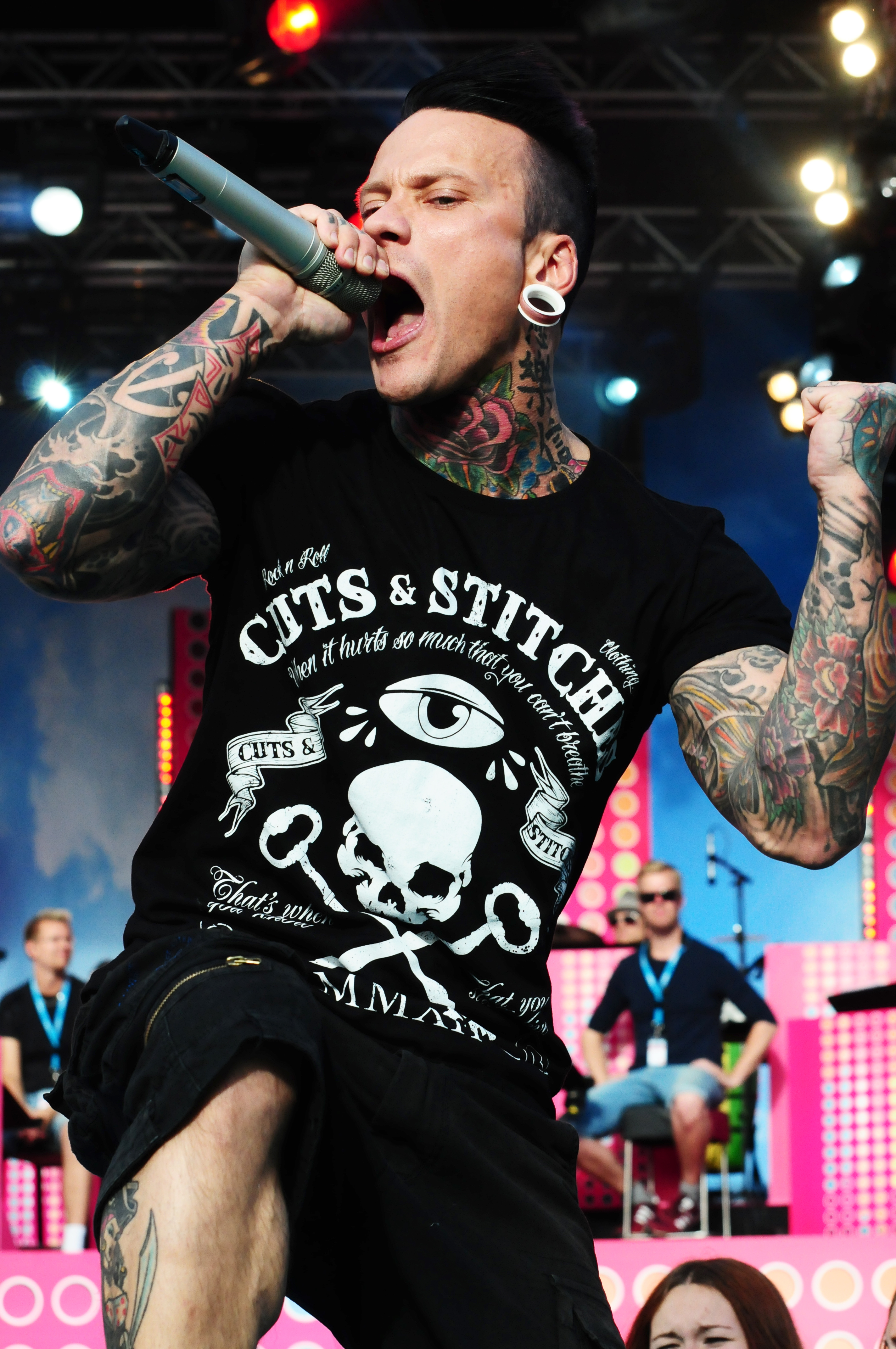
Jimmie Strimmell, Dead by April (2012)

Jimmie Strimell (3 december 1980) is een Zweedse zanger die vooral bekend is als voormalig leadzanger/screamer van Dead by April. In 2013 verliet Strimell de band om privé-redenen, en na de release van het vierde album "Worlds Collide" in 2017 kwam hij terug als screamer in de band. Hij is ook lid geweest van The End Of Grace, Nightrage en DeathDestruction, in de laatste ook al eerder. Tijdens zijn afwezigheid bij Dead by April heeft hij met Ends With A Bullet in 2013 een EP uitgebracht.